# ديمون سيرل
ديمون سيرل (بالإنجليزية: Damon Searle)‏ هو لاعب كرة قدم بريطاني في مركز الدفاع، ولد في 26 أكتوبر 1971 في كارديف في المملكة المتحدة. شارك مع منتخب ويلز تحت 21 سنة لكرة القدم. أما مع النوادي، فقد لعب مع ستوكبورت كونتي وفوريست غرين وكارديف سيتي ونادي باري تاون يونايتد ونادي تشيسترفيلد ونادي روتشديل ونادي ساوثيند يونايتد ونادي كارلايل يونايتد ونيوبورت كونتي وهورنتشورتش.

## وصلات خارجية
- ديمون سيرل على موقع قاعدة بيانات كرة القدم.إي يو (الإنجليزية)
- ديمون سيرل على موقع Soccerbase.com (لاعب) (الإنجليزية)